# Alsterälven
Alsterälven, även kallad Alstersälven eller Alsterån, är ett vattendrag i Värmland. 
Älvens längd är cirka 20 km, inklusive källflöden omkring 50 km. Flodområdet är cirka 350 km² och ligger helt inom Karlstads kommun. 
Älven uppkommer genom föreningar av några mindre vattendrag, bland andra Prostgårdsälven från Acksjön och Hyttälven från Mången. Den rinner genom Borssjön (70,5 m ö.h.), Molkomssjön (65 m ö.h.) och Gapern (60 m ö.h.). Från Gapern kallas den Alsterälven, och rinner söderut mot Alsters kyrka, som rundas innan Alsterälven bildar den halvmillånga sjön Alstern (52 m ö.h.). Därefter fortsätter Alsterälven ytterligare någon halvmil till tätorten Alster, där den mynnar i Sättersholmsfjärden i Vänern (45 m ö.h.).
Fallhöjden är således ringa i den egentliga Alsterälven, endast omkring 1 m/km i genomsnitt. Häftigare är den i källflödena Borssjöälven och Böckelsälven. Särskilt stor är fallhöjden i Böckelsälven, vars lutning överstiger 10 m/km. Böckelsälven avvattnar sjön Stora Böckeln (158 m ö.h.), mynnar i Borssjön och bildar via Molkomssjön Alsterälvens föregångare Norumsälven, som rinner 2 km ner till Gapern.
En stor del av Alsterälvens flodområde, inemot 15 %, utgörs av sjöar. Den största är Gapern, följd av Alstern, Molkomssjön, Borssjön och Mången. Även Stora Böckeln och Lilla Böckeln, Acksjön och Horssjön kan nämnas.
Enligt Fiskeriverket leker den rödlistade fisken asp i Alsterälven på våren.

## Alsterälven i litteraturen
På Alsters herrgård föddes diktaren Gustaf Fröding vars diktning gjort Alsterns dal känt.
| ”                                          | Det är tomt, det är bränt, jag vill lägga mig ned invid sjön för att höra hans tal om det gamla, som gått, medan tiden led, om det gamla i Alsterns dal.. | „ |
| – Strövtåg i hembygden ur Stänk och flikar | |   |